# Derde Divisie 2017/18
Die Derde Divisie 2017/18 war die zweite Spielzeit als nur noch vierthöchsten niederländischen Fußballliga nach der wiedergegründeten Tweede Divisie. Sie begann am 26. August 2017 und endete am 27. Mai 2018.
Meister wurden in der Samstagsstaffel der SV Spakenburg und in der Sonntagsstaffel Jong Vitesse. Diese beiden Teams stiegen direkt in die Tweede Divisie auf, während die jeweils drei Periodensieger mit dem 15. und 16. der Tweede Divisie in zwei Play-off-Runden zwei Plätze in der Tweede Divisie ermittelten.
Der Letzte und Vorletzte stieg direkt in die Hoofdklasse ab. Der Dritt- und Viertletzte spielte mit den drei Periodensiegern der zwei Hofdklassen (6Teams) in zwei Runden zwei Plätze für die folgenden Saison in der Derde Divisie aus. Dies galt sowohl für die Samstags - als auch für die Sonntagsstaffel.

## Samstagsstaffel
| Pl. | Verein             | Sp. | S  | U  | N  | Tore    | Diff. | Punkte |
| --- | ------------------ | --- | -- | -- | -- | ------- | ----- | ------ |
| 1.  | SV Spakenburg (A)  | 34  | 22 | 5  | 7  | 068:320 | +36   | 71     |
| 2.  | SVV Scheveningen * | 34  | 20 | 5  | 9  | 068:440 | +24   | 65     |
| 3.  | DVS '33 Ermelo     | 34  | 19 | 5  | 10 | 074:370 | +37   | 62     |
| 4.  | Jong Almere City * | 34  | 18 | 7  | 9  | 073:540 | +19   | 61     |
| 5.  | Jong Groningen     | 34  | 17 | 7  | 10 | 072:340 | +38   | 58     |
| 6.  | Quick Boys         | 34  | 18 | 4  | 12 | 063:450 | +18   | 58     |
| 7.  | Jong Volendam ***  | 34  | 18 | 2  | 14 | 060:480 | +12   | 56     |
| 8.  | ODIN '59           | 34  | 14 | 7  | 13 | 056:510 | +5    | 49     |
| 9.  | VV DOVO (N)        | 34  | 13 | 10 | 11 | 054:520 | +2    | 49     |
| 10. | Jong Twente (A)    | 34  | 14 | 6  | 14 | 052:450 | +7    | 48     |
| 11. | ASWH               | 34  | 12 | 11 | 11 | 052:510 | +1    | 47     |
| 12. | Harkemase Boys     | 34  | 14 | 4  | 16 | 055:560 | −1    | 46     |
| 13. | VVOG               | 34  | 11 | 9  | 14 | 036:510 | −15   | 42     |
| 14. | ONS Sneek          | 34  | 10 | 7  | 17 | 062:880 | −26   | 37     |
| 15. | VV Capelle         | 34  | 9  | 8  | 17 | 044:570 | −13   | 35     |
| 16. | VV Spijkenisse (N) | 34  | 7  | 12 | 15 | 056:830 | −27   | 33     |
| 17. | ACV Assen (N)      | 34  | 9  | 5  | 20 | 057:830 | −26   | 32     |
| 18. | Magreb '90 1       | 34  | 2  | 4  | 28 | 031:122 | −91   | 03     |

Platzierungskriterien: 1. Punkte – 2. Tordifferenz – 3. geschossene Tore

| (A) | Absteiger aus der Tweede Divisie |
| (N) | Aufsteiger aus der Hoofdklasse   |

## Sonntagsstaffel
| Pl. | Verein                 | Sp. | S  | U  | N  | Tore    | Diff. | Punkte |
| --- | ---------------------- | --- | -- | -- | -- | ------- | ----- | ------ |
| 1.  | Jong Vitesse (A)       | 34  | 23 | 6  | 5  | 096:360 | +60   | 75     |
| 2.  | VV UNA (A) *           | 34  | 22 | 5  | 7  | 074:380 | +36   | 71     |
| 3.  | Quick Den Haag (N) *** | 34  | 18 | 9  | 7  | 074:580 | +16   | 63     |
| 4.  | VV Dongen              | 34  | 17 | 4  | 13 | 061:650 | −4    | 55     |
| 5.  | RKVV Westlandia        | 34  | 17 | 3  | 14 | 077:740 | +3    | 54     |
| 6.  | OFC Oostzaan * 1       | 34  | 14 | 11 | 9  | 064:470 | +17   | 52     |
| 7.  | ADO ’20 Heemskerk (N)  | 34  | 14 | 10 | 10 | 076:700 | +6    | 52     |
| 8.  | JVC Cuijk *            | 34  | 15 | 5  | 14 | 060:580 | +2    | 50     |
| 9.  | USV Hercules           | 34  | 14 | 7  | 13 | 063:590 | +4    | 49     |
| 10. | Blauw Geel ’38 (N)     | 34  | 14 | 5  | 15 | 060:620 | −2    | 47     |
| 11. | OJC Rosmalen           | 34  | 14 | 5  | 15 | 052:610 | −9    | 47     |
| 12. | HBS Craeyenhout        | 34  | 11 | 7  | 16 | 043:430 | ±0    | 40     |
| 13. | EVV Echt               | 34  | 11 | 6  | 17 | 032:480 | −16   | 39     |
| 14. | HSC ’21 Haaksbergen    | 34  | 11 | 5  | 18 | 044:570 | −13   | 38     |
| 15. | Quick ’20              | 34  | 11 | 5  | 18 | 052:670 | −15   | 38     |
| 16. | Be Quick 1887          | 34  | 9  | 6  | 19 | 061:850 | −24   | 33     |
| 17. | Jong De Graafschap     | 34  | 8  | 8  | 18 | 048:610 | −13   | 32     |
| 18. | VV De Meern (N)        | 34  | 6  | 7  | 21 | 028:760 | −48   | 25     |

Platzierungskriterien: 1. Punkte – 2. Tordifferenz – 3. geschossene Tore

| (A) | Absteiger aus der Tweede Divisie |
| (N) | Aufsteiger aus der Hoofdklasse   |

## Play-offs Aufstieg
Teilnehmer waren jeweils die Teams auf den Plätzen 15 und 16 der Tweede Divisie, sowie die jeweils drei Periodensieger der Samstags- und Sonntagsstaffel der Derde Divisie (6 Teams). Die acht Mannschaften spielten in zwei Runden mit Hin- und Rückspiel zwei Ligaplätze für die Tweede Divisie aus. Die Verlierer spielten im folgenden Jahr in der Derde Divisie.

### Halbfinale
| Datum             |                  | Gesamt          |                  | Hinspiel | Rückspiel |
| ----------------- | ---------------- | --------------- | ---------------- | -------- | --------- |
| 30.05./02.06.2018 | JVC Cuijk        | 3:2             | FC Lisse         | 0:2      | 3:0       |
| 30.05./02.06.2018 | Quick Den Haag   | 1:2             | SVV Scheveningen | 1:1      | 0:1       |
| 30.05./02.06.2018 | Jong Volendam    | 1:3             | SV TEC           | 1:2      | 0:1       |
| 30.05./02.06.2018 | Jong Almere City | 2:2 (3:1 i. E.) | VV UNA           | 1:1      | 1:1       |

### Finale
| Datum             |                  | Gesamt |           | Hinspiel | Rückspiel |
| ----------------- | ---------------- | ------ | --------- | -------- | --------- |
| 06.06./09.06.2018 | Jong Almere City | 5:2    | JVC Cuijk | 2:1      | 3:1       |
| 06.06./09.06.2018 | SVV Scheveningen | 3:2    | SC TEC    | 2:0      | 1:2       |

- Damit spielten Jong Almere City und SVV Scheveningen 2018/19 in der Tweede Divisie.

## Relegation
Teilnehmer waren die Teams auf den Plätzen 15 und 16, sowie die drei Periodensieger der zwei Hoofdklassen (6 Teams). Die acht Mannschaften spielten in zwei Runden mit Hin- und Rückspiel zwei Sieger für die Derde Divisie aus. Die Verlierer spielten im folgenden Jahr in der Hoofdklasse.

### Samstag
Halbfinale
| Datum             |                      | Gesamt          |                      | Hinspiel | Rückspiel |
| ----------------- | -------------------- | --------------- | -------------------- | -------- | --------- |
| 29.05./02.06.2018 | Excelsior ’31        | 3:5             | VV Capelle           | 1:4      | 2:1       |
| 29.05./02.06.2018 | Ajax Amsterdam (Am.) | 2:2 4:3 i. E.)  | Ter Leede Sassenheim | 2:0      | 0:2 n. V. |
| 29.05./02.06.2018 | HSV Hoek             | 3:2             | VV Spijkenisse       | 1:0      | 2:2       |
| 29.05./02.06.2018 | VV SteDoCo           | 4:4 (8:7 i. E.) | VV Berkum            | 1:2      | 3:2 n. V. |

Finale
| Datum             |                      | Gesamt |            | Hinspiel | Rückspiel |
| ----------------- | -------------------- | ------ | ---------- | -------- | --------- |
| 05.06./09.06.2018 | VV SteDoCo           | 3:1    | VV Capelle | 0:1      | 3:0       |
| 05.06./09.06.2018 | Ajax Amsterdam (Am.) | 3:4    | HSV Hoek   | 1:3      | 2:1       |

- Damit stiegen VV SteDoCo und HSV Hoek in die Derde Divisie 2018/19 auf. VV Spijkenisse war abgestiegen. Da sich Jong Twente (10. der Samstagsstaffel) nach der Saison zurückzog, wurde der frei gewordene Platz zwischen den unterlegenen Finalisten ausgespielt.

Extra Match
| Datum      |            | Ergebnis |                      |
| ---------- | ---------- | -------- | -------------------- |
| 09.06.2014 | VV Capelle | 1:2      | Ajax Amsterdam (Am.) |

- Damit war auch VV Capelle abgestiegen.

### Sonntag
Halbfinale
| Datum             |                | Gesamt          |               | Hinspiel | Rückspiel |
| ----------------- | -------------- | --------------- | ------------- | -------- | --------- |
| 31.05./03.06.2018 | SC Silvolde    | 2:3             | VV GOES       | 1:2      | 1:1       |
| 31.05./03.06.2018 | VV Gemert      | 2:5             | Be Quick 1887 | 2:0      | 0:5       |
| 31.05./03.06.2018 | HVV Hollandia  | 2:3             | Quick ’20     | 1:1      | 1:2       |
| 31.05./03.06.2018 | RKSV Halsteren | 1:1 (6:5 i. E.) | Achilles 1894 | 1:1      | 0:0 n. V. |

Finale
| Datum             |                | Gesamt |               | Hinspiel | Rückspiel |
| ----------------- | -------------- | ------ | ------------- | -------- | --------- |
| 07.06./10.06.2018 | VV GOES        | 4:2    | Be Quick 1887 | 2:2      | 2:0       |
| 07.06./10.06.2018 | RKSV Halsteren | 3:4    | Quick ’20     | 1:0      | 2:4       |

- Damit stieg VV GOES in die Derde Divisie 2018/19 auf. Be Quick 1887 war abgestiegen.